# Glypta rufiventris
Glypta rufiventris är en stekelart som beskrevs av Joseph Kriechbaumer 1894. Glypta rufiventris ingår i släktet Glypta och familjen brokparasitsteklar. Inga underarter finns listade i Catalogue of Life.